# Kiss Kiss, Bang Bang
Kiss Kiss, Bang Bang és una pel·lícula estatunidenca dirigida per Shane Black, estrenada l'any 2005. Ha estat doblada i subtitulada al català.
Es va presentar fora competició al festival de Canes 2005.

## Argument
Harry Lockhart és un petit lladre prou maldestre. Després del robatori fallit d'una botiga de joguines, es troba en el càsting d'un film per evitar ser atrapat per la policia. Aconsegueix el paper i per millorar el seu rol d'actor, fa equip amb Gay Perry, un detectiu privat homosexual A poc a poc, vet-lo aquí barrejat en una història d'homicidis dels més complexos.

## Repartiment
- Robert Downey Jr.: Harold «Harry» Lockhart
- Val Kilmer: Perry Van Shrike, anomenat «Gay Perry»
- Michelle Monaghan: Harmony Faith Lane
- Corbin Bernsen: Harlan Dexter
- Dash Mihok: M. Frying Pan
- Larry Miller: Dabney Shaw
- Rockmond Dunbar: M. Fire
- Shannyn Sossamon: la noia rossa
- Angela Lindvall: Flicka
- Indio Falconer Downey: Harry, amb 9 anys
- Ariel Winter: Harmony, amb 7 anys
- Josh Richman: Rickie
- Martha Hackett: la dona de la pistola
- Nancy Fish: la dona del càsting a Nova York
- Judie Aronson: la noia de la bossa

## Producció

### Gènesi i desenvolupament
Continuació del fracàs de crítica de Memòria letal i d'una carta de rebuig de l'Acadèmia de les Arts i les Ciències Cinematogràfiques, el guionista Shane Black decideix sortir del seu gènere predilecte, el film d'acció. Segons l'exemple de James L. Brooks, desitja fer una comèdia romàntica sobre dos nens de Los Angeles, sotmet la idea a James L. Brooks que aprecia el primer esbós però desitja que la idea es desenvolupi. James L. Brooks suggereix llavors a Shane Black imaginar Jack Nicholson a Per al pitjor i per al millor que faria la « versió » de Jack Nicholson de Chinatown.  Shane Black afegeix finalment elements de film d'acció i refa el guió, afegint-hi sobretot el personatge del detectiu « Gay Perry » Shane Black llavors s'inspira en velles novel·les de detectius privades tot utilitzant personatges realistes a un món modern inspirat en els anys 1950 i 1960. Si la intriga criminal s'inspira de la novel·la Bodies Are Where You Find Them de Brett Halliday, Shane Black ret homenatge a Raymond Chandler separant el seu film en capítols titulats com els llibres de Raymond Chandler (1. Disturbe is My Business, 2. The Lady in the Lake, 3. The Little Sister, 4. The Simple Art of Murder i l'epíleg Farewell, My Lovely).
El guió, inicialment titulat You’ll Never Die in This Town Again, és rebutjat per diversos estudis. El productor Joel Silver, que ha produït el primer guió de Shane Black L'Arma fatal així com L'últim boy scout, decideix ajudar-lo. El títol canvia a continuació per a L.A.P.I.. Poc abans del començament del rodatge, el film canviarà novament per esdevenir Kiss Kiss Bang Bang que segons Shane Black evoca la barreja entre comèdia romàntica i thriller.
Shane Black desitja insuflar al seu film un ambient neo-negre. Projecta al seu director de fotografia Michael Barrett i al seu cap decorador Aaron Osborne films com Detectiu privat (Jack Smight, 1966) i A boca de canó (John Boorman, 1967). Aaron Osborne extreu d'altra banda la seva inspiració de les cobertes de novel·les de detectives privats il·lustrats per Robert McGuinness

### Repartiment dels papers
Per al paper principal d'Harry Lockhart, Benicio del Toro, Hugh Grant o Johnny Knoxville són preseleccionats. Robert Downey Jr. sent parlar del film via la seva companya Susan Levin, que és llavors l'ajudant del productor Joel Silver. A més l'actor acaba de rodar Gothika, igualment produïda per Joel Silver. Els productors i Shane Black decideixen llavors que passi una audició. L'actor és així contractat després de molt bones lectures així com pel seu baix salari, que entraria fàcilment al pressupost ajustat del film. L'actor sortia d'un període molt difícil per les seves addicions i estades a la presó.
Susan Levin suggereix Val Kilmer, mentre que l'actor desitjava des de feia molt de temps fer una comèdia

### Rodatge
El rodatge va tenir lloc a Califòrnia, principalment a Los Angeles (Venice, MacArthur Park, Los Angeles Theatre, ...), però igualment a Long Beach, Santa Clarita i Santa Monica. Locations a Internet Movie Database (anglès).
L'escena de la festa a Hollywood al començament del film va ser rodada al propi solar de Shane Black a Los Angeles

## Acollida

### Crítica
Als països anglòfons, Kiss Kiss Bang Bang va trobar una important acollida favorable, ja que el lloc Rotten Tomatoes li atribueix 83 % de parers positius, sobre la base de 149 comentaris, dels quals 124 favorables, i una nota mitjana de 7.3⁄10 i el lloc Metacritic li atribueix el resultat de 72⁄100, sobre la base de 37 comentaris, dels quals trenta-tres favorables. Molts crítics han estat seduïts pel film pel seu costat viu i intel·ligent i l'alquímia a la pantalla de Robert Downey Jr. i Val Kilmer.

### Premis i nominacions

#### Premis
- Premis Satellite 2005: millor actor secundari en un film musical o una comèdia per a Val Kilmer
- Premis Empire 2006: millor thriller

#### Nominacions
- Premis Satellite 2005: millor actor en un film musical o una comèdia per a Robert Downey Jr., millor actor secundari en un film musical o una comèdia per a Corbin Bernsen, millor actriu secundària en un film musical o una comèdia per a Michelle Monaghan i millor cançó original per a Broken
- Premis Saturn 2006: millor film d'acció, d'aventura o thriller, millor actor per a Robert Downey Jr., millor música, millor actor secundari per a Val Kilmer i millor actriu secundària per a Michelle Monaghan